# Desa Tropodo (administrativ by i Indonesien, lat -7,36, long 112,76)
Desa Tropodo är en administrativ by i Indonesien.   Den ligger i provinsen Jawa Timur, i den västra delen av landet, 700 km öster om huvudstaden Jakarta.